# Meebo
meebo — закрытый после продажи Google веб-сервис для мгновенного обмена сообщениями (Instant Messaging, IM). Предоставляет доступ к следующим IM-сетям: AIM, Yahoo!, MSN, Google Talk, Facebook, MySpace, ICQ, XMPP (Jabber), Flixster, eBaum’s World и др. Для обмена сообщениями с помощью meebo не требуется установка дополнительных программ, достаточно иметь браузер. Сайт использует технологию Ajax и библиотеку libpurple с открытым исходным кодом, которую создали разработчики программы Pidgin.
Разработчики компании также создали версию для использования на iPhone (родное приложение также было опубликовано) и нативное приложение, которое может запускаться под Android.
4 июня 2012 года в блоге сервиса опубликована информация, что проект закрывается и становится частью Google
12 июля 2012 года на сайте убраны формы логинов и размещена информация о возможности удалить свою учётную запись Meebo.